# Darkroom
Darkroom či dark room je potemnělá místnost, obvykle součást nočního klubu, sauny či sex klubu, kde dochází k příležitostnému, zpravidla anonymnímu sexu.
Původní význam anglického sousloví je temná komora. V přeneseném významu se do češtiny přejímá bez překladu.